# Veščica
Veščica (pronuncia [ʋɛˈʃtʃiːtsa pɾi ˈmuːɾski ˈsoːbɔti]) è un insediamento (naselje) di 406 abitanti, della municipalità di Murska Sobota nella regione statistica della Murania in Slovenia.
L'area faceva tradizionalmente parte della regione storica dell'Oltremura, ora invece è inglobata nella regione della Murania.

## Origini del nome
Il nome della città è stato cambiato da Veščica a Veščica pri Murski Soboti nel 1955.